# Birger Cederin
Birger Cederin   (Jönköping, 20 d'abril de 1895 - Estocolm, 22 de març de 1942) va ser un tirador d'esgrima suec, especialista en espasa, que va competir durant les dècades de 1920 i 1930.
El 1936 va prendre part en els Jocs Olímpics de Berlín, on guanyà la medalla de plata en la prova d'espasa per equips del programa d'esgrima.